# Sergej Mratsjkovski

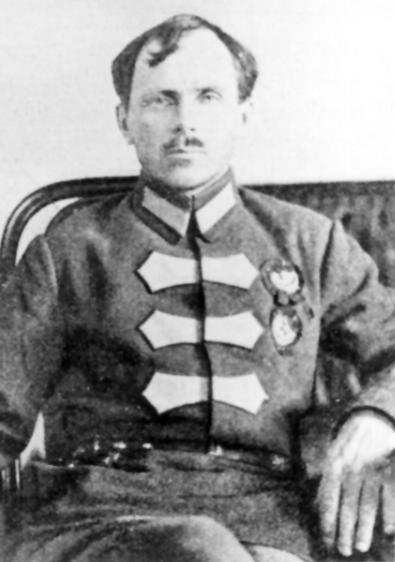
Sergej Mratsjkovski

Sergej Vitaljevitsj Mratsjkovski (Russisch: Сергей Витальевич Мрачковский) (geboren in de Soergoet-toendra van Tobolsk, 27 juni 1888 – Moskou, 25 augustus 1936) was een Russisch revolutionair en een 'held' van de Russische Burgeroorlog.

## Leven
Mratsjkovski werd geboren als zoon van een verbannen revolutionair en sloot zich in 1905 aan bij de bolsjewieken. Vóór de Russische Revolutie werd hij meermaals gearresteerd op beschuldiging van agitatie. Daarna, tijdens de Russische Burgeroorlog, was hij divisiecommandant onder Vasili Blücher en bevocht in de Oeral met succes de witten van Aleksandr Koltsjak. Dat leverde hem de titel 'held van de burgeroorlog' op. Na de burgeroorlog vervulde hij vooraanstaande militaire posities en was onder meer een tijd lang commandant van de militaire basis in Kronstadt.
In 1923 sloot Mratsjkovski zich aan bij de Linkse Oppositie van Lev Trotski. In 1927, na de nederlaag van de Linkse Oppositie, werd hij voor drie jaar verbannen. In 1932 sloot hij zich vervolgens toch weer aan bij een illegale oppositionele groepering van Ivan Smirnov, om in 1935 opnieuw te worden gearresteerd. Anatoli Rybakov beschrijft Mratsjkovski in zijn op feiten gebaseerde roman Kinderen van de Arbat als 'impulsief, grof en onbehouwen'. Tijdens zijn arrestatie zou hij hebben gevochten. Toen hij tijdens zijn verhoren, na een bekentenis, geconfronteerd werd met zijn 'makker' Smirnov, die de gedane valse beschuldigingen maar niet wilde onderschrijven, begon hij echter te huilen. In 1936 werd hij tijdens het eerste Moskouse showproces op basis van een gedwongen bekentenis veroordeeld wegens lidmaatschap van het fictieve terroristische ‘Trotskistisch-Zinovjistisch Blok’ en korte tijd later geëxecuteerd.
Tijdens de perestrojka, in 1988, werd Mratsjkovski gerehabiliteerd.